# Apala Majumdar
Pour les articles homonymes, voir Majumdar.
Apala Majumdar est une mathématicienne appliquée britannique spécialisée dans les mathématiques des cristaux liquides. Elle est professeure de mathématiques appliquées à l'université de Strathclyde.

## Éducation et carrière
Majumdar fait ses études de premier cycle à l'université de Bristol. En tant qu'étudiante diplômée à Bristol, elle travaille également avec les laboratoires Hewlett Packard (en). Elle a obtenu un doctorat à Bristol en 2005 avec une thèse intitulée Liquid crystals and tangent unit-vector fields in polyhedral geometries, qui a été supervisée conjointement par Jonathan Robbins et Maxim Zyskin.  
Après avoir travaillé comme Research Fellow commission royale de l'exposition de 1851 à l'université d'Oxford, elle part à l'université de Bath en 2012, après avoir reçu une bourse d'accélération de carrière EPSRC de 5 ans en 2011. À Bath, elle est devenue maître de conférences et directrice du Center for Nonlinear Mechanics (2018-2019). En 2019, elle est nommée professeur de mathématiques appliquées à l'université de Strathclyde. 

## Prix et distinctions
La British Liquid Crystal Society (en) a décerné à Majumdar son Young Scientist Award en 2012.  
La London Mathematical Society lui a décerné son prix Anne-Bennett en 2015, en reconnaissance de sa contribution exceptionnelle aux mathématiques des cristaux liquides et à la communauté des cristaux liquides,. En 2019, elle est lauréate de la catégorie académique des FDM Everywoman (en) in Technology Awards.  